# Fresquiennes
Fresquiennes [fʁɛkjɛn] est une commune française située dans le département de la Seine-Maritime, en région Normandie.

## Géographie

### Localisation
| Goupillières | Sierville     | Anceaumeville |
| Pavilly      | Fresquiennes  | Montville     |
| Barentin     | Pissy-Pôville | Eslettes      |

### Hydrographie
La commune est située dans le bassin Seine-Normandie. Elle n'est drainée par aucun cours d'eau,.

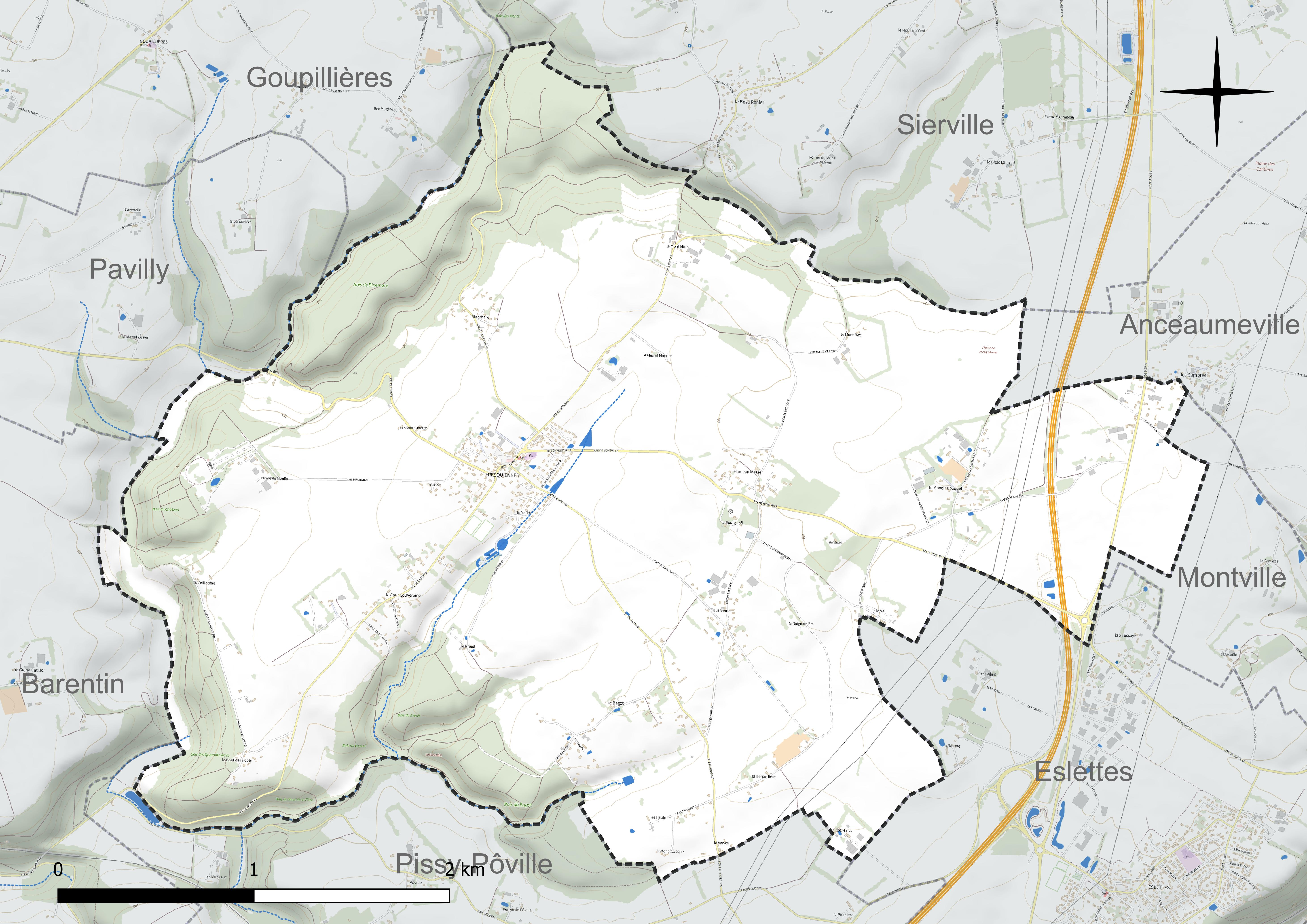
Réseau hydrographique de Fresquiennes.

### Climat
Pour des articles plus généraux, voir Climat de la Normandie et Climat de la Seine-Maritime.
En 2010, le climat de la commune est de type climat océanique dégradé des plaines du Centre et du Nord, selon une étude du CNRS s'appuyant sur une série de données couvrant la période 1971-2000. En 2020, Météo-France publie une typologie des climats de la France métropolitaine dans laquelle la commune est exposée à un climat océanique et est dans la région climatique Côtes de la Manche orientale, caractérisée par un faible ensoleillement (1 550 h/an) ; forte humidité de l’air (plus de 20 h/jour avec humidité relative > 80 % en hiver), vents forts fréquents. Parallèlement le GIEC normand, un groupe régional d’experts sur le climat, différencie quant à lui, dans une étude de 2020, trois grands types de climats pour la région Normandie, nuancés à une échelle plus fine par les facteurs géographiques locaux. La commune est, selon ce zonage, exposée à un « climat maritime », correspondant au Pays de Caux, frais, humide et pluvieux, légèrement plus frais que dans le Cotentin.
Pour la période 1971-2000, la température annuelle moyenne est de 10,3 °C, avec une amplitude thermique annuelle de 14,2 °C. Le cumul annuel moyen de précipitations est de 882 mm, avec 13,2 jours de précipitations en janvier et 8,6 jours en juillet. Pour la période 1991-2020, la température moyenne annuelle observée sur la station météorologique la plus proche, située sur la commune de Rouen à 15 km à vol d'oiseau, est de 12,6 °C et le cumul annuel moyen de précipitations est de 817,9 mm,. Pour l'avenir, les paramètres climatiques de la commune estimés pour 2050 selon différents scénarios d'émission de gaz à effet de serre sont consultables sur un site dédié publié par Météo-France en novembre 2022.

## Urbanisme

### Typologie
Au 1er janvier 2024, Fresquiennes est catégorisée commune rurale à habitat dispersé, selon la nouvelle grille communale de densité à sept niveaux définie par l'Insee en 2022.
Elle est située hors unité urbaine. Par ailleurs la commune fait partie de l'aire d'attraction de Rouen, dont elle est une commune de la couronne,. Cette aire, qui regroupe 317 communes, est catégorisée dans les aires de 200 000 à moins de 700 000 habitants,.

### Occupation des sols
L'occupation des sols de la commune, telle qu'elle ressort de la base de données européenne d’occupation biophysique des sols Corine Land Cover (CLC), est marquée par l'importance des territoires agricoles (76,3 % en 2018), en diminution par rapport à 1990 (78,8 %). La répartition détaillée en 2018 est la suivante : 
terres arables (49,6 %), prairies (22,1 %), forêts (21,2 %), zones agricoles hétérogènes (4,6 %), zones urbanisées (2,6 %). L'évolution de l’occupation des sols de la commune et de ses infrastructures peut être observée sur les différentes représentations cartographiques du territoire : la carte de Cassini (XVIIIe siècle), la carte d'état-major (1820-1866) et les cartes ou photos aériennes de l'IGN pour la période actuelle (1950 à aujourd'hui).

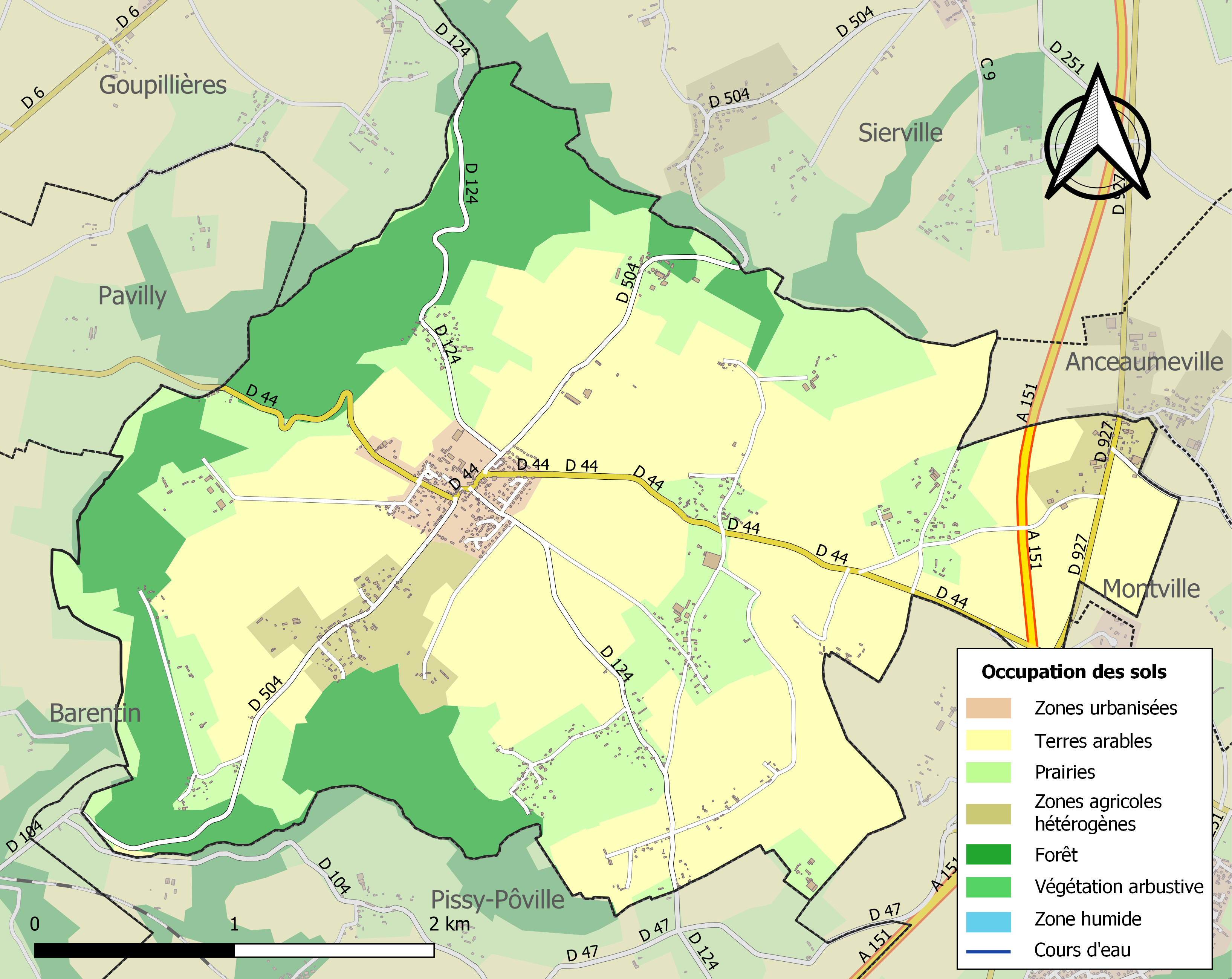
Carte des infrastructures et de l'occupation des sols de la commune en 2018 (CLC).

### Voies de communication et transports
La gare ferroviaire la plus proche est la gare de Barentin.

## Toponymie
Le nom de la localité est attesté sous les formes Frechenis (probablement une erreur de copie pour Freschenis) vers 1040, Freschenes vers 1050.
De *Friskinas, formation en -inas composé avec le nom de personne germanique Frisco rapporté par Förstemann et attesté dans Friskenheim, Allemagne[réf. nécessaire].

## Histoire
En face de la « ferme du Puits », plusieurs sépultures datant du Haut Moyen Âge ont été mises au jour en 1951. Elles seraient datées, d'après Claude-Paul Couture, du Ve siècle.

## Politique et administration
| Période                                  | Période                    | Identité         | Étiquette | Qualité                          |
| ---------------------------------------- | -------------------------- | ---------------- | --------- | -------------------------------- |
| 1848                                     |                            | Charles Guébert  |           |                                  |
|                                          |                            | Prouet           |           |                                  |
| 1907                                     |                            | Neveu            |           |                                  |
| 1929                                     | 1930                       | Hédier           |           |                                  |
| 1946                                     |                            | Pécet            |           |                                  |
| Les données manquantes sont à compléter. |                            |                  |           |                                  |
| mars 2001                                | mars 2014                  | André Lefrançois |           |                                  |
| mars 2014                                | En cours (au 10 août 2020) | Nicolas Octau    |           | Réélu pour le mandat 2020-2026 , |

## Équipements et services publics

### Enseignement
La commune relève de l'académie de Normandie.

## Population et société

### Démographie
L'évolution du nombre d'habitants est connue à travers les recensements de la population effectués dans la commune depuis 1793. Pour les communes de moins de 10 000 habitants, une enquête de recensement portant sur toute la population est réalisée tous les cinq ans, les populations de référence des années intermédiaires étant quant à elles estimées par interpolation ou extrapolation. Pour la commune, le premier recensement exhaustif entrant dans le cadre du nouveau dispositif a été réalisé en 2006.

En 2022, la commune comptait 1 079 habitants, en évolution de +9,1 % par rapport à 2016 (Seine-Maritime : +0,35 %, France hors Mayotte : +2,11 %).
| 1793 | 1800 | 1806 | 1821 | 1831 | 1836 | 1841 | 1846 | 1851 |
| ---- | ---- | ---- | ---- | ---- | ---- | ---- | ---- | ---- |
| 975  | 999  | 930  | 854  | 862  | 808  | 787  | 782  | 760  |

| 1856 | 1861 | 1866 | 1872 | 1876 | 1881 | 1886 | 1891 | 1896 |
| ---- | ---- | ---- | ---- | ---- | ---- | ---- | ---- | ---- |
| 700  | 703  | 696  | 594  | 575  | 569  | 564  | 580  | 604  |

| 1901 | 1906 | 1911 | 1921 | 1926 | 1931 | 1936 | 1946 | 1954 |
| ---- | ---- | ---- | ---- | ---- | ---- | ---- | ---- | ---- |
| 618  | 599  | 650  | 602  | 571  | 522  | 510  | 517  | 519  |

| 1962 | 1968 | 1975 | 1982 | 1990 | 1999 | 2006 | 2011  | 2016 |
| ---- | ---- | ---- | ---- | ---- | ---- | ---- | ----- | ---- |
| 524  | 449  | 560  | 611  | 874  | 979  | 996  | 1 069 | 989  |

| 2021  | 2022  | - | - | - | - | - | - | - |
| ----- | ----- | - | - | - | - | - | - | - |
| 1 063 | 1 079 | - | - | - | - | - | - | - |

### Médias
- Le quotidien Paris-Normandie et l'hebdomadaire Le Courrier cauchois relatent les informations locales.
- La commune est située dans le bassin d'émission de la chaîne de télévision France 3 Normandie.

## Culture locale et patrimoine

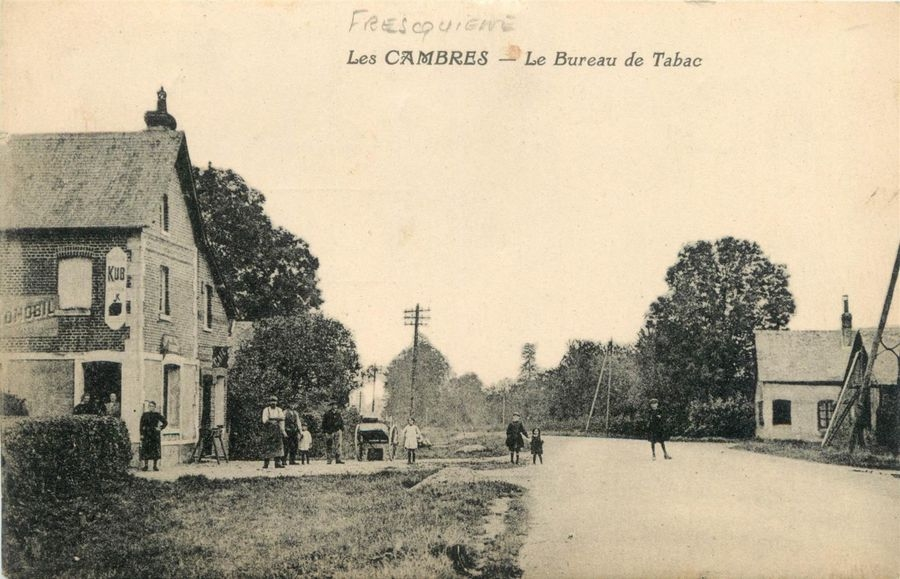
Carte postale du hameau de Crambes vers 1910.

### Lieux et monuments
- Église Notre-Dame-de-l'Assomption.

### Personnalités liées à la commune
- Famille Romé, seigneur de Fresquiennes
- Famille Mustel, seigneur de Panilleuse
- Gabriel-Henri Nicolle (1767-1829), éditeur

### Héraldique
| Blason de Fresquiennes | Blason  | D'azur au chevron d'or accompagné en chef de deux étoiles et en pointe d'un renard passant, le tout du même. |
| Blason de Fresquiennes | Détails | Adopté le 10 janvier 2017.                                                                                   |